# Bắc Tề Ấu Chúa
Cao Hằng (giản thể: 高恒; phồn thể: 高恆; bính âm: Gāo Héng, 570–577), trong sử sách thường được gọi là Bắc Tề Ấu Chúa (北齊幼主), là một hoàng đế có thời gian trị vì ngắn ngủi của triều đại Bắc Tề trong lịch sử Trung Quốc. Năm 577, khi Bắc Tề phải hứng chịu một cuộc tấn công lớn của kình địch Bắc Chu, cha của Cao Hằng là Cao Vĩ do muốn tránh điềm xấu rằng ngôi vị hoàng đế sẽ thay đổi nên đã truyền ngôi lại cho Cao Hằng. Sau đó, họ đã bị bắt khi cố gắng chạy trốn quân Bắc Chu, và bị giải đến kinh thành Trường An của Bắc Chu. Vào mùa đông năm 577, Bắc Chu Vũ Đế đã buộc họ, và các thành viên khác trong hoàng tộc Bắc Tề trước đây, phải tự sát. Lãnh thổ Bắc Tề bị Bắc Chu thôn tính, song một người anh họ của Cao Vĩ là Cao Thiệu Nghĩa vẫn tuyên bố là hoàng đế trong khi lưu vong dưới sự bảo hộ của Đột Quyết.

## Bối cảnh
Cao Hằng sinh vào mùa hè năm 570, và là con trai trưởng của Cao Vĩ. Mẹ của Cao Hằng là Mục Hoàng Hoa, khi đó đang có danh phận phu nhân. Để mừng sinh nhật của con trai, Cao Vĩ đã tuyên bố đại xá. Dưỡng mẫu đầy quyền lực của Cao Vĩ là Lục Lệnh Huyên (陸令萱) cũng là nhũ mẫu của Mục thị, bà ta muốn Cao Hằng trở thành hoàng thái tử và cuối cùng kế vị Cao Vĩ, song lo sợ rằng Hộc Luật hoàng hậu sẽ phản đối. Do đó, Lục Lệnh Huyên đã đem Cao Hằng đến cho Hộc Luật hoàng hậu nuôi dưỡng với sự chấp thuận của Cao Vĩ. Cũng trong năm đó, Cao Vĩ đã phong cho Cao Hằng làm hoàng thái tử khi Cao Hằng chỉ mới được 3 tuổi. Sau khi cha của Hộc Luật hoàng hậu là tướng Hộc Luật Quang bị hành quyết do bị vu cáo là âm mưu phản loạn, Hộc Luật hoàng hậu đã bị phế truất, đến mùa đông năm 572 thì Mục thị được ban tước "hữu hoàng hậu", và sau đó trở thành hoàng hậu duy nhất vào năm 573 khi Hồ hoàng hậu bị phế truất.
Năm 576, kình địch Bắc Chu tiến hành một cuộc tấn công lớn nhằm vào Bắc Tề. Cao Vĩ ban đầu đã đích thân dẫn quân giao chiến với Bắc Chu Vũ Đế, song sau khi chịu thất bại tại Bình Dương (平陽, nay thuộc Lâm Phần, Sơn Tây), Cao Vĩ đã phải chạy về bồi đô Tấn Dương (晉陽, nay thuộc Thái Nguyên, Sơn Tây) và mất ý chí chiến đấu. Để chuẩn bị cho việc chạy trốn đến Sóc châu (朔州, nay gần tương ứng với Sóc Châu, Sơn Tây) và sau đó có thể là Đột Quyết, Cao Vĩ trước tiên đã gửi Hồ thái hậu và Cao Hằng đến Sóc châu. Sau khi ông ta thay đổi ý định và chạy về kinh đô Nghiệp thành (鄴城, nay thuộc Hàm Đan, Hà Bắc) vào khoảng tết năm 577, tướng Cao Mại (高勱) đã đón Thái hậu và Thái tử về Nghiệp thành. Tin tưởng vào lời của những nhà chiêm tinh về điềm báo rằng ngôi vị hoàng đế cần phải thay đổi, Cao Vĩ đã quyết định truyền ngôi lại cho Cao Hằng, và vào mùa xuân năm 577, vị hoàng thái tử nhỏ tuổi đã đăng cơ làm hoàng đế, Cao Vĩ vẫn nắm quyền lực trên thực tế và trở thành Thái thượng hoàng.

## Trị vì
Thiếu hoàng đế đã không trị vì được lâu do quân Bắc Chu ngay sau đó đã tiếp cận Nghiệp thành. Thay vì biến kinh đô thành một chiến trường tối hậu như Cao Mại đề xuất, Cao Vĩ đã quyết định chạy từ Nghiệp thành xuống các châu ở bờ nam Hoàng Hà, cố gắng tái tổ chức quân lính, và sẽ chạy trốn đến Trần nếu thất bại. Với ý định này, Cao Vĩ trước tiên cho đưa Thái hoàng thái hậu, Thái thượng hoàng hậu, và Cao Hằng đến Tế châu (濟州, nay gần tương ứng với Liêu Thành, Sơn Đông). Ngay sau đó, Cao Vĩ bỏ Nghiệp thành và đến Tế châu với gia đình. Khi đến nơi, ông ban một chiếu chỉ nhân danh thiếu hoàng đế để tiếp tục truyền ngôi lại cho thúc phụ Nhâm Thành vương Cao Giai (高湝), song thánh chỉ đã không đến được chỗ Cao Giai do Hộc Luật Hiếu Khanh (斛律孝卿) đã đầu hàng Bắc Chu sau khi rời khỏi Tế châu. Thánh chỉ này cũng trao cho Cao Hằng có một tước hiệu khác, song tước hiệu này được ghi chép khác biệt trong sử sách:. Bắc Tề thư ghi đó là "Thủ quốc thiên vương" (守國天王). Tư trị thông giám thì ghi là Tống quốc thiên vương (宋國天王), và Tư trị thông giám âm chú của Hồ Tam Tỉnh thì cho đó là "Tông quốc thiên vương" (宗國天王).
Trong khi đó, quân Bắc Chu tiếp tục truy đuổi, Cao Vĩ đã để Thái hoàng thái hậu ở lại Tế châu và tiếp tục cùng Thái thượng hoàng hậu quý phi Phùng Tiểu Liên và Cao Hằng và một số thân tín chạy đến Thanh châu (青州, nay gần tương ứng với Thanh Châu, Sơn Đông). Tuy nhiên, quân Bắc Chu cũng nhanh chóng tiến về Thanh châu, nhóm Cao Vĩ cố gắng chạy về phía nam đến Trần, song đã bị bắt giữ và bị giải trở lại Nghiệp thành, và tại đây họ được Bắc Chu Vũ Đế đối đãi một cách tôn trọng. Ngay sau đó, Bắc Chu nắm quyền kiểm soát hầu như toàn bộ lãnh thổ Bắc Tề, và khi Vũ Đế trở về kinh đô Trường An của mình, ông ta đã đưa Cao Vĩ cùng các thành viên hoàng tộc Bắc Tề trước đây đi theo.

## Qua đời
Đến mùa đông năm 577, do lo sợ trước họ Cao, Bắc Chu Vũ Đế đã vu cáo Cao Vĩ âm mưu phản loạn rồi buộc toàn bộ các thành viên họ Cao phải tự sát. Chỉ đến khi Dương Kiên nhiếp chính trong thời gian trị vì của Bắc Chu Tĩnh Đế, các thành viên họ Cao mới được an táng ở phía bắc Trường An.